# Lucien-Léopold Lobin
Lucien-Léopold Lobin, né le 24 mars 1837 à Tours, et mort dans la même ville le 8 septembre 1892, est un peintre et vitrailliste français.

## Biographie

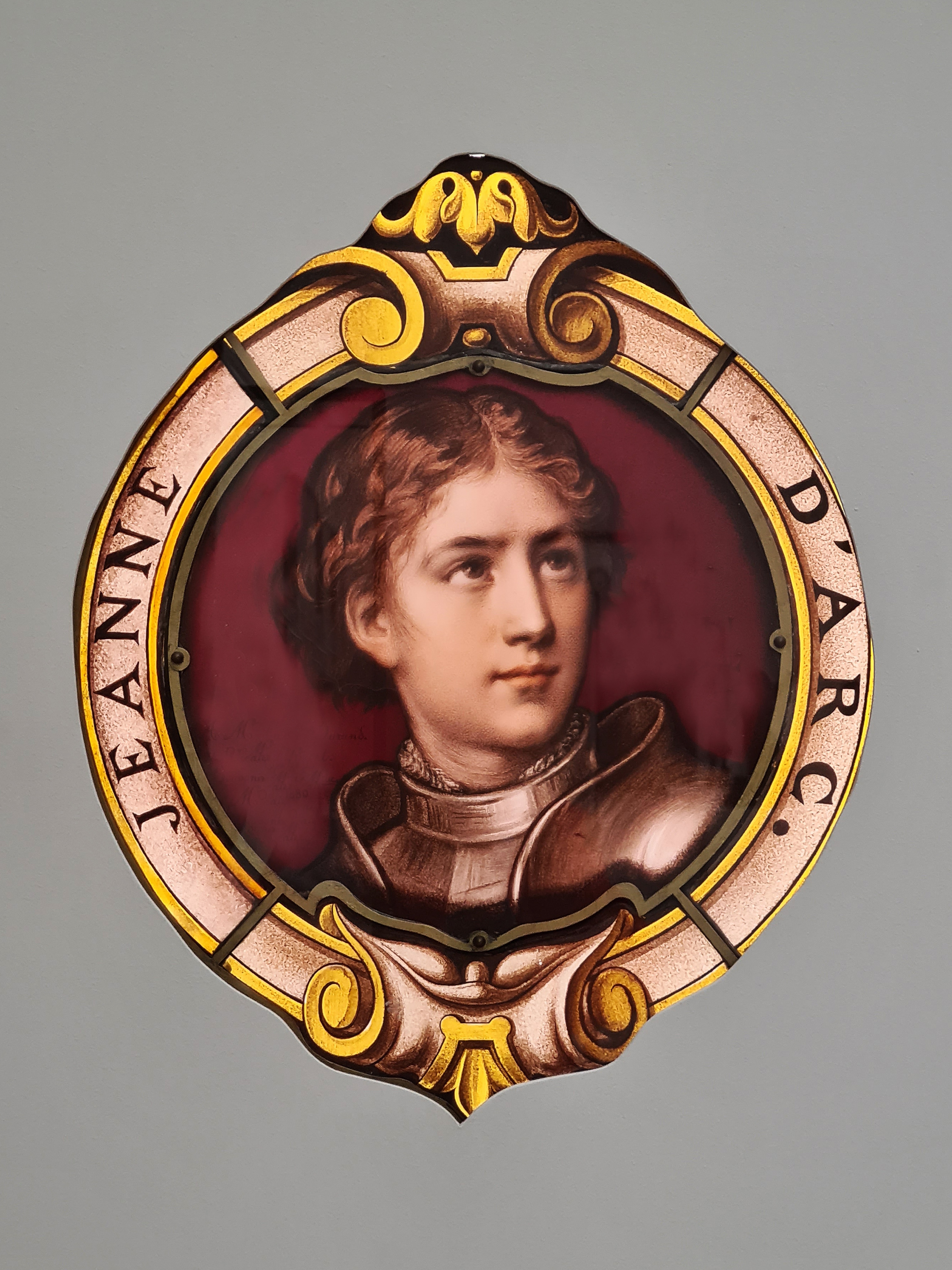
Jeanne d'Arc dans un médaillon (1880).

Fils du vitrailliste Julien-Léopold Lobin, il prend sa succession en 1864 à la tête de l'atelier Lobin établi à Tours, rue des Ursulines.
Si son atelier équipe en majorité des monuments religieux, il fournit également des vitraux pour des édifices civils, comme le phare de Cordouan.
Entre 1859 et 1873, l'atelier crée 38 des 42 vitraux visibles de l'église Sainte-Marie-Madeleine de Montargis, formant un des ensembles les plus complets d'œuvres des maîtres-verriers français du XIXe siècle, 
cité comme égal avec celui de la chapelle Saint-Louis du château de Dreux,.
L'atelier a été repris après sa mort par son beau-frère, Jean-Prosper Florence, élève de Alexandre Cabanel, d'abord aux côtés des deux fils, Lucien et Etienne. Ils renomment l'entreprise Lobin et Florence en 1892, mais cette dernière connait des problèmes financiers et ferme en 1904.

## Galerie

Vitraux de Lucien-Léopold Lobin
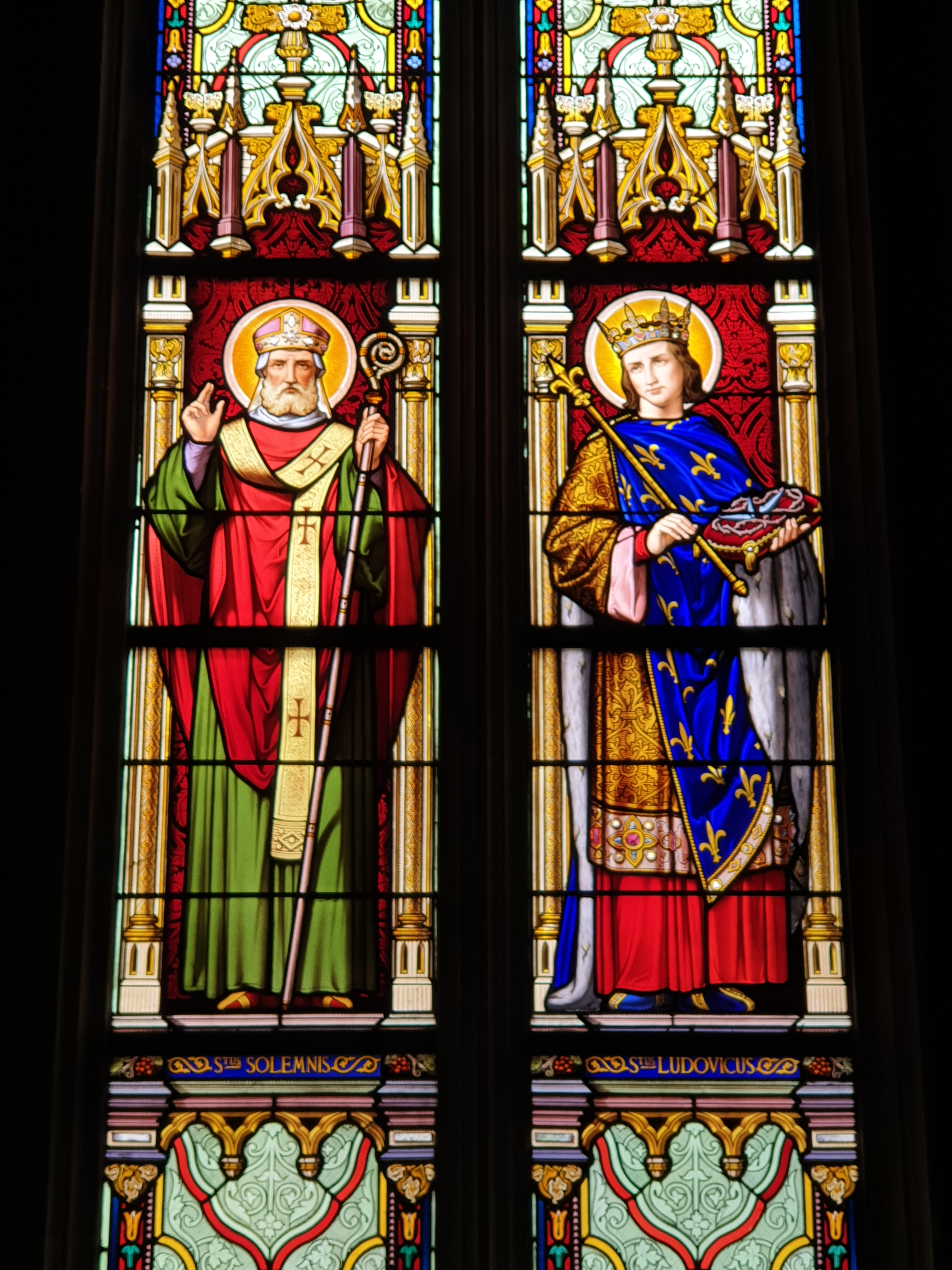
Saint Solenne et Saint Louis (vers 1860), nef de la cathédrale Saint-Louis de Blois.
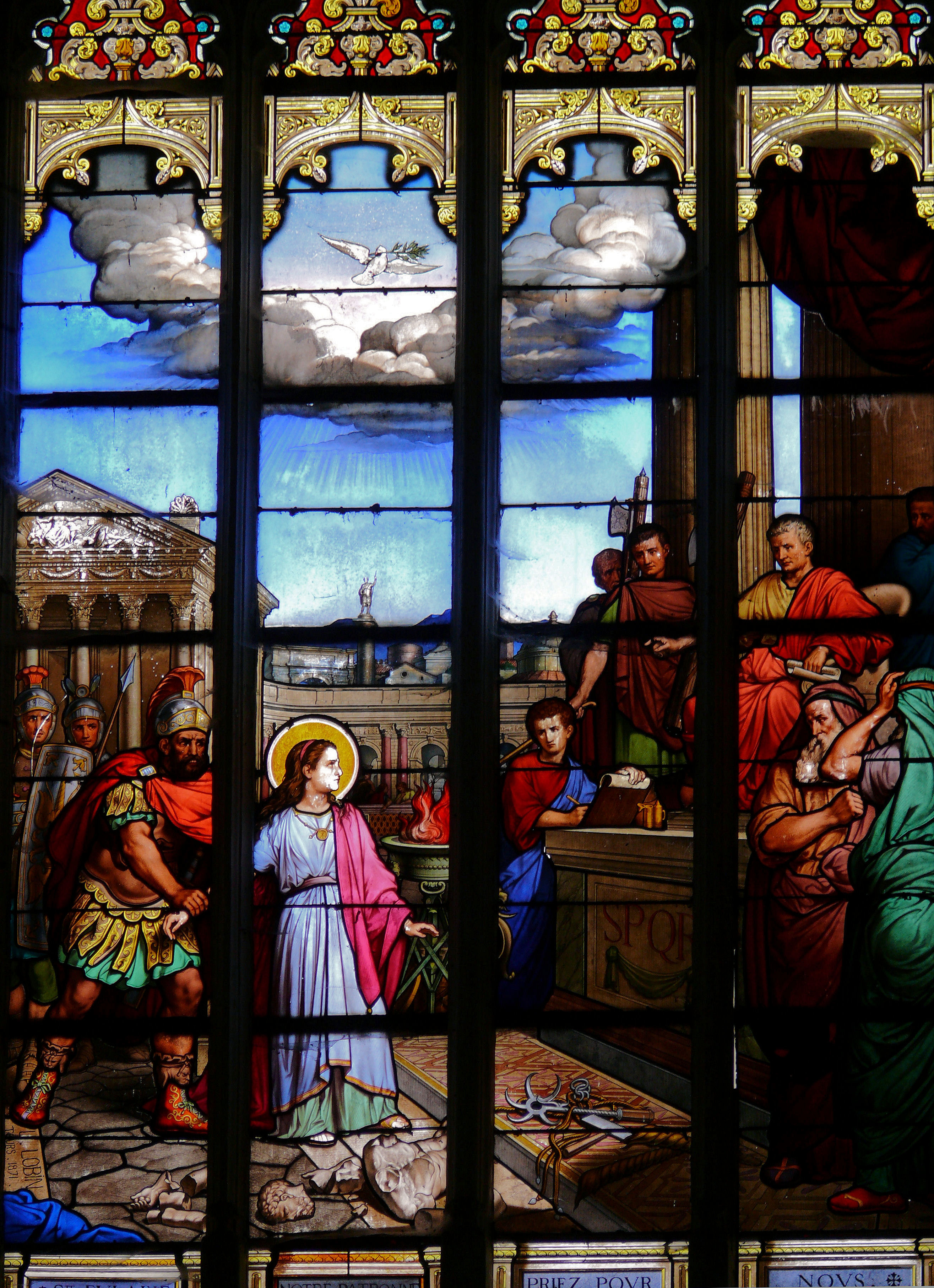
Le Jugement de sainte Eulalie (1871), Genillé, église Sainte-Eulalie.
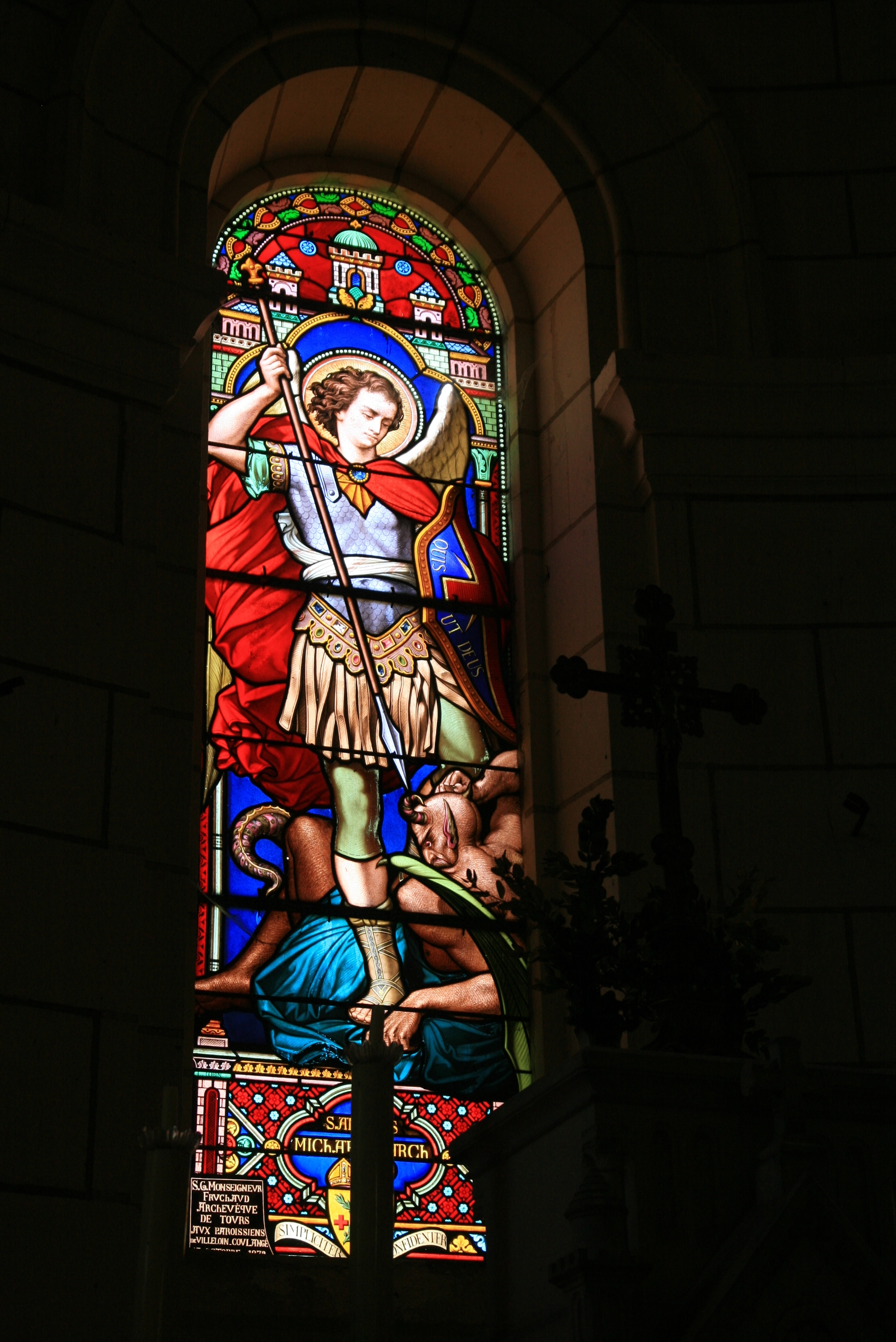
Saint Michel terrassant le Dragon (1872), église de Villeloin-Coulangé.
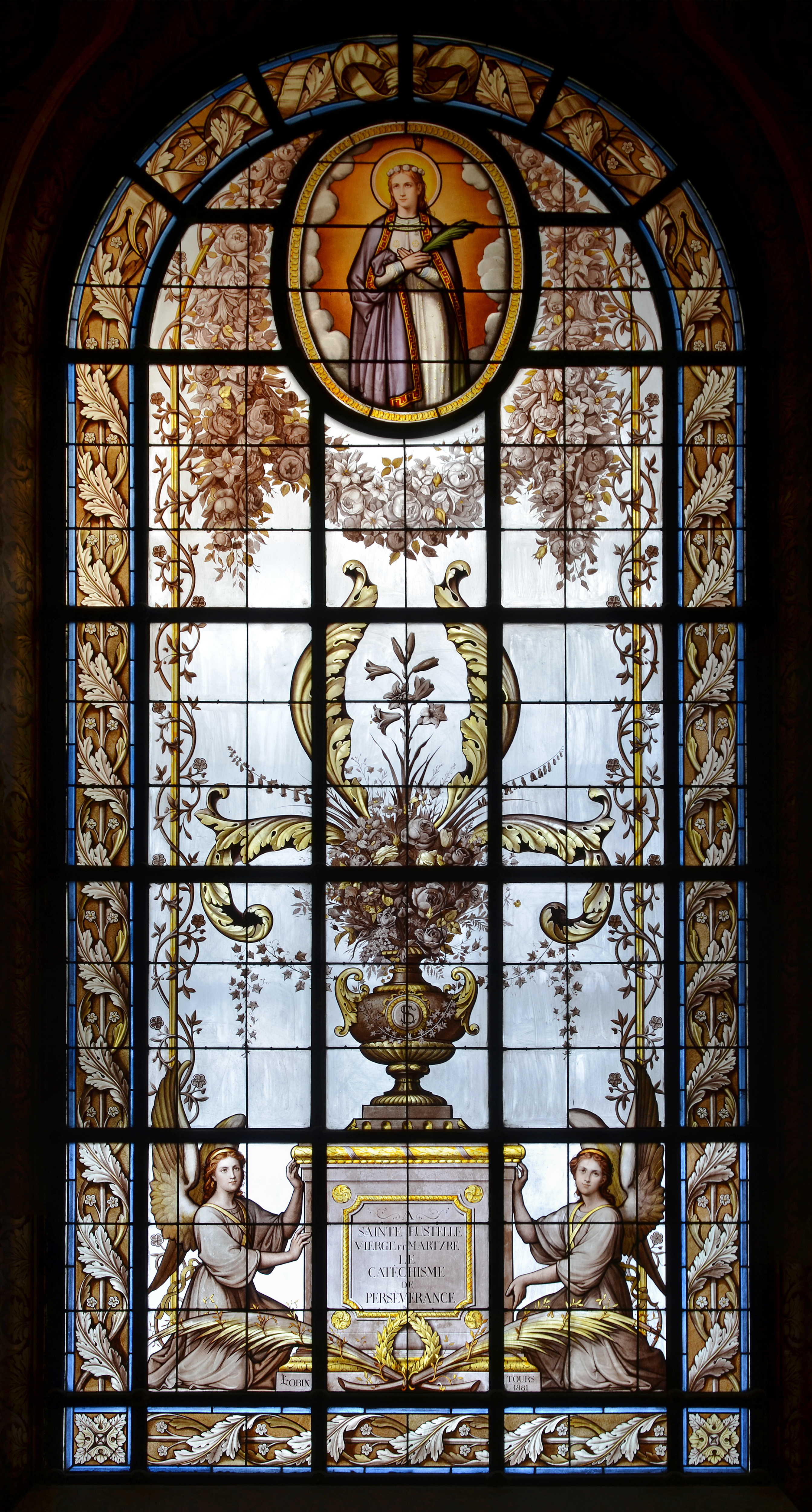
Sainte Eustelle (1881), cathédrale Saint-Louis de La Rochelle, chapelle Sainte-Eustelle.
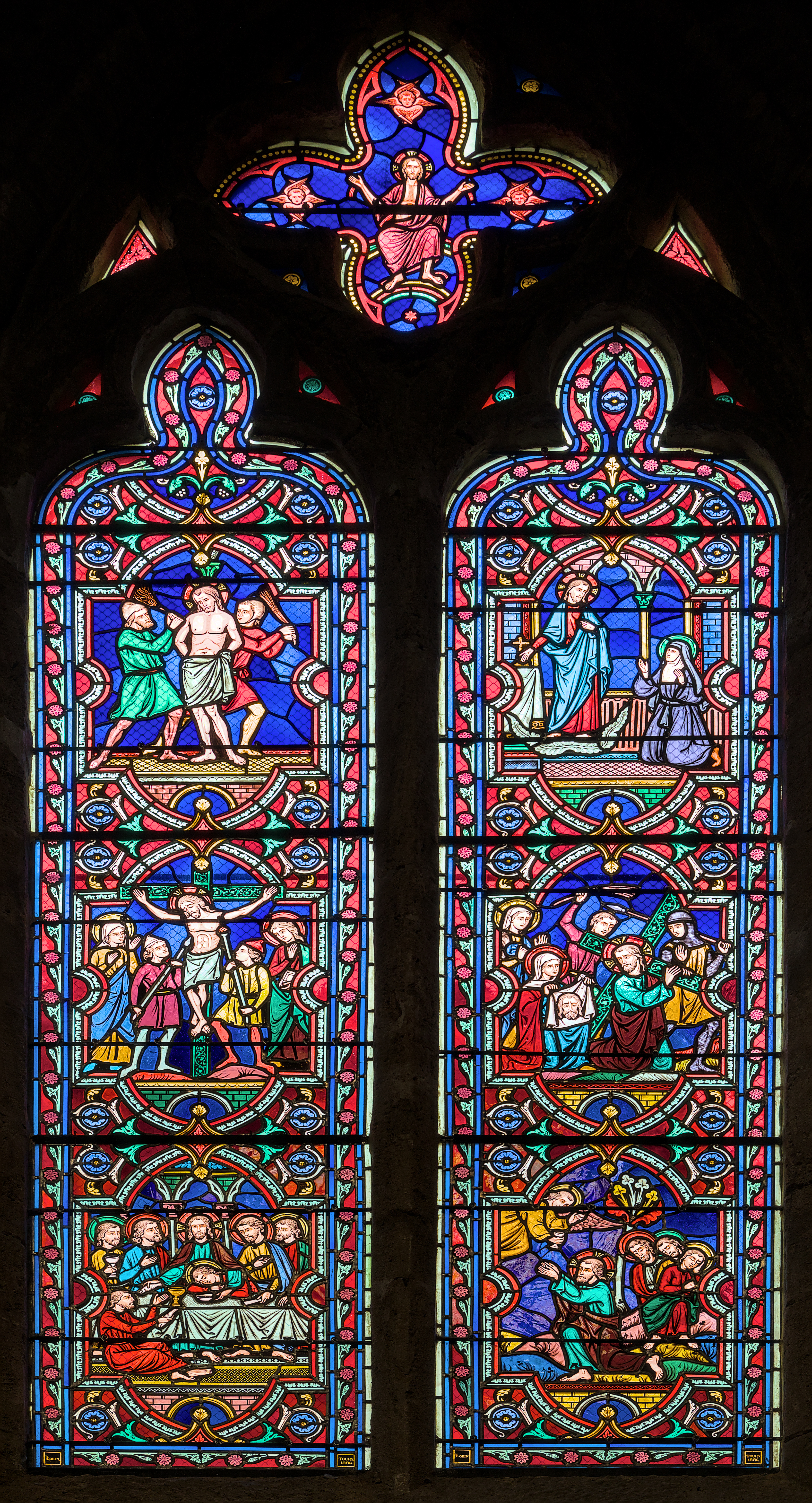
Passion du Christ (1886), Marmande, église Notre-Dame de Marmande.
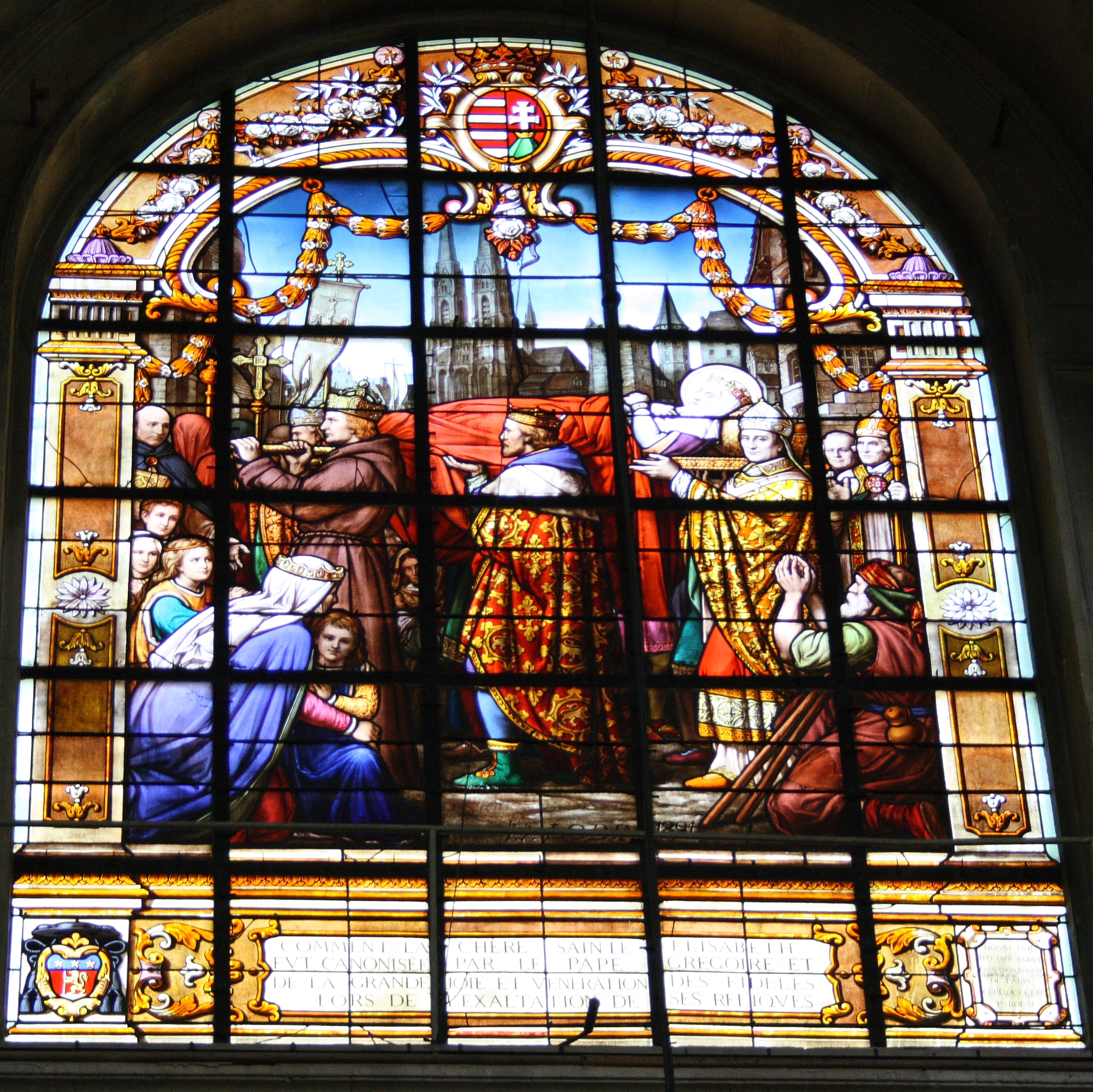
Canonisation de sainte Élisabeth (1891), Paris, église Sainte-Élisabeth-de-Hongrie.

### Sources et bibliographie
- L. Lhuillier, « La famille Lobin et la peinture sur verre en Touraine », Bulletin de la Société archéologique de Touraine, t. 9,‎ 1892, p. 97-110 (lire en ligne)
- L’atelier Lobin : l’art du vitrail en Touraine, 1994, Chambray-les-Tours, France : Ed. C.L.D.